# Cud nad Wisłą
Pour plus de détails, voir Fiche technique et Distribution.
Cud nad Wisłą est un film polonais réalisé par Richard Boleslawski, et sorti en 1921.

## Synopsis
L'histoire de la guerre entre l'Armée polonaise et l'Armée rouge en 1920, qui s'est terminée par la Bataille de Varsovie.

## Fiche technique
- Titre : Cud nad Wisłą
- Réalisation : Richard Boleslawski
- Scénario : Adam Zagórski
- Société de Production : Orient-Film
- Musique :
- Photographie : Zbigniew Gniazdowski
- Montage :
- Costumes :
- Pays d'origine : Pologne
- Format :
- Genre :
- Durée : 53 min
- Date de sortie : 
  - Pologne : 16 mars 1921

## Distribution
- Jadwiga Smosarska : Krysta
- Anna Belina : Ewa
- Władysław Grabowski : le docteur Jan Powada
- Edmund Gasiński : Maciej Wierun
- Leonard Bończa-Stępiński : Piotr
- Stefan Jaracz : Jan Rudy
- Zygmunt Chmielewski
- Kazimierz Junosza-Stępowski
- Honorata Leszczyńska
- Jerzy Leszczyński
- Wincenty Rapacki
- Janusz Strachocki